# معاهدة تونس (1824)
معاهدة تونس هي معاهدة تم التوقيع على في 24 فبراير 1824 بين الولايات المتحدة الأمريكية و«الدولة البربرية» في تونس، التي كانت اسمًيا جزءًا من الإمبراطورية العثمانية.
صدقت عليها الولايات المتحدة بين 13 و21 يناير 1825.

## وصلات خارجية
- نص المعاهدة